# タロットの御主人様。
『タロットの御主人様。』（タロットのごしゅじんさま。）は、七飯宏隆による日本のライトノベル。イラストはYUKIRINが担当。電撃文庫（メディアワークス→アスキー・メディアワークス）より2007年4月から2011年2月まで刊行された。

## あらすじ
名門である四阿家の次期当主でありながら、落ちこぼれの占現師“四阿秋人”は、謎の美少女アメジスティアに、「クロウ・クルアッハの聖隷のタロット」を用いた『楽園の占現』を依頼される。しかし占いは失敗し、タロットは四散してしまう。秋人は散らばったタロットを回収するため、タロットに憑依された者達にキス（封印）をしなければならなくなった。

## 登場人物

### 聖櫃とタロット達
四阿 秋人（あずまや あきと）
主人公。高校生1年生。“東洋のカサンドラ”と呼ばれた天才占現師四季の孫で、日本最大の占現師の一族である四阿家の次期当主である。自身も占現師だが、片目しか能力の発揮できない「落ちこぼれ」で、なかなか占いは当たらず、分家からは不満の声が上がっている。作中でも占現の失敗は多く、周囲の人達の服を斬り裂いてしまうなど、割と問題事態を引き起こす。アメジスティアに「あなたにならキスされても相手は事故と思って忘れられる」などと言われるとおり、顔は良い。性格は温厚だが、どちらかといえば優柔不断、へたれていることが多く、結夏やジブリールには白い目で見られている。自分のせいで仲間たちが傷つけられるのを嫌っており、いざという時には男らしくなることもある。
結夏をはじめとした周囲の個性的な女性陣には振り回されっぱなしであり、いわゆるギャルゲー状態にある。もっとも、香澄や籐子に言い寄られていても本人にはもてているという自覚はなく、むしろ困り果てている。ただし、当然ながらクラス男子の怨嗟を一身に受けており、不幸な目に合うことも多い。また自身の占いが引き起こす「事故」によって、結夏たちからも散々な目に合わされることが少なくない。
2巻で女装した際の見た目はかなりの美女になっていた。
鬼火や空蝉などを特に練習したわけでもないのに完全に発動させたのでジブリールからはかなり驚かれた。当人は“忌神の眼”を開けばだれでも術が使えると当たり前のように思っている。
最終巻で“ジョーカー”に敗れた真冬の頼みで真冬にキスをし、真冬とその『持ち札』たちを自分の『持ち札』とする。さらに、乗り込んだ宮殿の本拠地で“ジョーカー”を倒すことで“皇帝”と“審判”だけでなく、“ジョーカー”に追い詰められていた“世界”たちを自分の『持ち札』とすることで、ついに二十二枚のタロットを全て自分の『持ち札』とする。そしてアメジスティアを助ける為に『常世の間』に乗り込むが、“あの男”の『黒い手』に捕らえられ偽りの夢の世界を見せられて屈服されそうになる。しかし、決して屈することはなくアメジスティアたちによって助け出され、ついに『楽園』の終焉を占現する。そして結夏たちをタロットたちから解放しただけでなく、タロットたちをその過酷な運命から解放する。しかし、アメジスティアまで救い出したことで精神的に深刻なダメージを受け、真冬の見立てでは二度と完璧な“忌神の眼”を発現することが出来なくなってしまった。
最終決戦後は、真冬とのタロット争奪戦に勝利したことで正式に四阿家の当主となる。姿を消したアメジスティアを気遣う優しさは変わらず、無理を行って病院から抜け出し、結夏たちを除く十六人のタロットから解放された少年少女を連れて船に乗り、アメジスティアたちを迎えに南の島に向かった。
古城 結夏（ふるき ゆいか） / 隠者
秋人の幼馴染でクラスメイト。クラス委員長を務めている。普通の女の子の喋り方にボーイッシュな喋り方が少し混じった口調で話す。ラクロス部に所属しており、常にクロスを持ち歩いている。しかし、作中彼女がラクロスをするシーンは未だなく、クロスは、もっぱら秋人や敵対するタロットへの攻撃に利用される。勉強も運動も優秀で、学校では「格好いい女の子」と認識されているが、壊滅的に家事が下手で、操作ミスで電子レンジを破壊したり、食器を一度に大量に割ったりしている。またスタイルの一部に不満があり、この女の子らしさの欠如がコンプレックスとなっている。
古城家は代々四阿家に仕える武門の家柄で、秋人は一応は主筋にあたるのだが、実際には口ゲンカの絶えない（高確率で拳も飛び出す）間柄である。実は子供の頃に秋人の占現に助けてもらったことがあり、以来彼を守ることを誓っている。ただし秋人はこのことを忘れてしまっており、そのこともあって彼への気持ちについては無自覚気味。しかし真冬との戦いでのいきさつを経て、徐々に意識はし始めていた。
名前に季節が含まれるのは四季の意思によるもの。
タロットが散らばった直後に“隠者”に憑依され、結果的に秋人の最初の『持ち札』となる。「タロット名」で呼ばれると怒る。
最終決戦後は、秋人の前から姿を消したアメジスティアを香澄たちと共に追いかけ、南の島で捕まえる。そして香澄たちに、正式な四阿家の当主になった秋人の公私にわたるパートナーになると告げた。
“隠者”
結夏に『憑依』したタロット。属性は『時間』。刻印箇所は首筋。
秋人の最初の持ち札で、タロットがばら撒かれた直後に交占・封印したため、あまり思考人格は描かれなかった。しかし、登場したタロットの思考人格の中では最も秋人に憎しみを抱き、殺意を以て殺害しようとした。
10年前の前回の『楽園の占現』ではアメジスティアの兄が“隠者”のカードだったらしく、また現在の“隠者”である結夏も“偽の隠者”と呼ばれることがある。
第一詩篇は“内なる深淵の小径（プライベート・ダンジヨン）”。『魂の加速』を象徴し、自分や自分が触れているものの個体時を加速、圧倒的スピードを得ることができる。この詩篇が秋人の持つ全ての戦力の中でも結夏を最速としているが、逆に言えば「スピードが速くなるだけ」という欠点にもなっている。
第二詩篇は名称不明だが、途中まで解放しようとした結果“玉響なる（リーデイング）――”という名前であることまでは判明している。一種の過去視の能力らしい。
第四詩篇は“反転する砂の漏刻（クロツクワークオレンジ）”。対象の時間を巻き戻すことで、その物体の固有時間を「破損した時間」よりも前（過去）に戻す事で「破損した時間（未来）」より以前、つまり「そのままの状態の時間（過去）」にし、その物体の未来を改竄する能力。
八久住 香澄（やくすみ かすみ） / 節制
秋人のクラスメイト。顔を前髪で隠した内気な少女で、弟からは呼び捨てにされている。結夏と逆に家事はとても堪能で秋人にとっては唯一心を許せる同居人であり、メンバー中まともな料理を作れるのは彼女だけである。髪をあげるととても可愛らしい容貌をしている。またスタイルはかなりよく、結夏に羨ましがられている。
秋人に恋心を抱いているが、引っ込み思案な性格が災いして友達としか思ってもらえていない。耳年増でオトナな話に案外詳しく、結夏を赤面させることもある。本人は行動もともなわせようとしているが、まったくうまくはいっていない。取り乱すと言動がおかしくなり、薬屋の緑のカエルに抱きついたりしていた。またわずかでもお酒が入ると正気を失い、笑顔で怖いことを言う。趣味・嗜好はかなり変わっている。
最終決戦後は、秋人の前から姿を消したアメジスティアを結夏たちと共に追いかけ、南の島で捕まえる。そして結夏たちに、秋人を思う気持ちでは誰にも負けないと告げた。
“節制”
香澄に『憑依』したタロット。操作系、属性は『侵食』。刻印箇所は右の耳たぶ。
二番目に秋人と『交占』し、実質的に秋人の聖櫃としての初陣の相手となったタロット。水を操る力を持ち、全タロットの中でもかなり強力な攻撃系カード。最強の秋人の『持ち札』。
性格的には闘争心が強く、プライドが高い。相手をよく挑発するが、逆に挑発されると過剰に反応する。負けず嫌いで、何事も自分が一番でないと気が済まない。また、自分の不利には人質を取ろうとするなど、なりふり構わない行動に出ることもあった。最終的に秋人と結夏に敗北、秋人の決意を聞いて彼に封印される。
秋人の決意を聞いてからは、他のタロットたちに違わず彼に協力的な姿勢を見せている。真冬との決戦では秋人の封印を一時的に破り、永遠に負けかけていた香澄に代わり圧倒的な力を以て天敵であるはずの彼女を倒している。この時の発言によると、自分の器としての香澄を結構気に入っているらしい。
第一詩篇は“調和する葡萄酒の檻（ブラツドプール）”。手に触れている水を自由に操ることができるようになる。支配下においている水は相手にぶつけて攻撃したり、相手の攻撃を防御したり、もしくは攻撃を受けた自分や味方を受け止めて衝撃を軽減するなど、多様性に富む。「手に触れている」という条件さえクリアすれば、どれだけ大量の水でも操れるため、物量による圧倒的破壊力が真価となる。また、これの強化版にあたるのが第三詩篇“静かの海（ブラインドオーシヤン）”である。
鷺宮 籐子（さぎみや とうこ） / 女教皇
聖ケーリー・イェール女学院の超お嬢様。秋人をはじめとした男子には「籐子様」と呼ばれている。2巻エピローグ時（夏休みの前日）にて秋人達の学校に美咲と共に転校し、そのまま四阿家に居候する。金髪ロールのお嬢様カット、「街を歩けば十人中十人が男女問わず振り返るほどの稀有な存在感」を持つ少女。お嬢様らしく常識知らずで、携帯電話やDVDの存在さえ知らなかった。シャーロック・ホームズのファンであるが、どこかずれている。
秋人を「背の君」と呼び、婚約者を任じている。そのため、「ライバル」である結夏や香澄には挑戦的な態度を取ることが多く、とりわけ結夏に対しては突っかかることが多い。ただし志津乃の心象では、恋愛感情をそれほど意識してはおらず、むしろ結夏たちとの取り合いを楽しんでいるようとのことだったが、文化祭の頃から本当の恋愛感情を抱いた模様。アメジスティアのことは完全に敵視している。「ライバル」達を排除するために陰謀を働くこともあるが、心の声を声高に叫んでしまうなど迂闊な所が多く、陰湿な面は皆無である。
最終決戦の直前に、自分と同じく志津乃が秋人に思いを寄せていることに気付き、志津乃にそのことを話し、戦いが終わったら一緒に思いを伝えようと告げた。最終決戦後は、秋人の前から姿を消したアメジスティアを結夏たちと共に追いかけ、南の島で捕まえる。そして結夏たちに、自分はこれからも四阿家に居続けて秋人の側にいる女たちを排除することが秋人の妻になる予定の自分の役割だと告げた。
“女教皇”
籐子に『憑依』したタロット。刻印箇所は手の甲。
能力は人の心に干渉することで、読心、伝心、マインドコントロールなどを行うことができる。ただし直接的な攻撃力は皆無で、祭具が無ければ何もできないという欠点もある。
三崎 美咲（さんざき みさき） / 運命の輪
小学校卒業後、3学年飛び級して聖ケーリー・イェール女学院生徒となった天才少女で、年齢的には中学1年生。ただし見た目は小学生並みである。父は画家、母は音楽家であるが、ふたりとも世界中を飛び回っており、家族で過ごすことは滅多にない。2巻エピローグ時（夏休みの前日）にて秋人達の学校に籐子と共に転校、居候している。一人称は「ボク」。大きなメガネがトレードマークで、常に本を手放さない無口な少女。口数の少なさとは裏腹に、人の傷口を抉る毒舌は的確で、しかも饒舌になる。主に秋人に対して発揮される。お菓子（とくに人から差し出される）が大好物。自分の容姿に関する自覚的な発言が多いが、堂々としているため嫌味がない。
どちらかといえば行動派の多いメンツのなかにあって、冷静な思考で敵を追い詰めていくタイプである。読書量に反映して知識も豊富であり、占いに関する知識も秋人に匹敵するか、既に上回っている（4巻時点）。また、隙あらばジブリールを「解体」して中身を調べたいと目論んでいる模様。論理的でないことには興味はないとのことで、怪談などは嫌っていたが、実際にはお化けなどが苦手である模様。
最終決戦後は、秋人の前から姿を消したアメジスティアを結夏たちと共に追いかけ、南の島で捕まえる。一週間前から自分は四阿家から出て二度と秋人に会わないと口では言いながらも、何だかんだと理由をつけて未だに結夏たちと一緒にいる。
“運命の輪”
美咲に『憑依』したタロット。刻印箇所は肩。
方向（重力の向き）を自在に変化させることのできる能力で、応用として上空にあげた物体を落とすなど、間接的ながら戦闘力も高い。ただし、祭具を失うと能力を発動することができない。
猪熊 操（いのくま みさお） / 月
猪熊の妹で小学生だが、中学生と間違われるほど大人びていてスタイルもよい。極度のブラコンであり、兄のいる場所では「人見知りが激く、兄以外とはメールを介してのみコミュニケーションをとる」といった行動をとっていたが、兄のいない場所では皆とも普通に会話している。このように少々問題を抱えた性格をしている。秋人の『持ち札』になったあとも、四阿家に居候していない。
9巻の終盤で四阿家に呼び集められてからは秋人に同行し、最終決戦まで戦い抜いた。
“月”
操に『憑依』したタロット。刻印箇所は不明。
相手の精神を妄想（催眠状態）に引き込み、その妄想を具現化する能力を持つ。作中では多人数に精神・肉体双方の幼児退行を引き起こしたりした。具現化には時間がかかり、その間の直接的な戦闘力も皆無であるため、基本的に相手から隠れて能力を使うカード。そのためジブリール曰く「チキンカード」。
鬼堂 真冬（きどう まふゆ） / 吊された男
菖蒲四阿家の次期家長。秋人と結夏の二人とは幼馴染で、かつて「まーちゃん」と呼ばれていた。ただし、その二人を含めた秋人達全員に男性に見間違えられてしまうほど凛々しい容貌をしている（本人はとても気にしている）。四阿家の実権を握った菖蒲四阿家の命により、秋人たちの前に立ちふさがる。冷静で、占現師としての自覚も高く、冷たいようで周囲の不幸を放ってはおけない性格である。
自身に憑依した“吊された男”を自力で封印している（ジブリールによれば四季にも出来るかどうかわからないほどの高等技術）。言霊でカードを直接操作し特性を引き出す、キス無しで持ち札の詩篇を発動させることが出来るなど、秋人とは比較にならないほど優れた能力を持っている。生前の四季からもその才能を高く評価されていた。
刻印箇所は額。物体の向きを180度反転させる能力を持つ。本来は直接対象に触れる必要があるが、応用として、方術を用いて遠くの対象に触れたことにし、詩篇の影響を及ぼす使い方をしている。
9巻の終盤でアメジスティアを攫おうとしていた“ジョーカー”の前に現れて戦いを挑む。しかし、すでに自分の力量では六枚のタロットを同時に制御するのが精一杯になっており、“ジョーカー”の非情な戦法もあって敗れる。そして、春人が閉じ込められながら育った日本家屋で傷の治療をしているところに永遠に連れられてやって来た秋人たちが現れる。そして秋人と二人きりで話すうちに気持ちが安らぎ、前述の理由からこれ以上の戦力向上は無理と判断したこともあって秋人にキスしてもらうことで、自分とその『持ち札』たちを秋人に託す。それ以降は秋人に同行し、服装も女物に変えて最終決戦まで戦い抜いた。
最終決戦後は、秋人の前から姿を消したアメジスティアを結夏たちと共に追いかけ、南の島で捕まえる。そして結夏たちに、自分は秋人が十八歳になったら秋人と結婚できるように縁談話を進めていると告げた。
祭 永遠（まつり とわ） / 神の家
現役女子高生タレント。彼女の名前も知らなかった籐子が結夏達に不審がられるくらいの人気者で、女優や歌手などもこなしている。底抜けに明るい性格で、真冬や冴には鬱陶しがられているところもあるが、本人はあまり気にしていない模様。真冬のことを信頼しており、また、彼女の危うい面について常に気遣っており、守ることを望んでいる。
9巻の終盤で真冬が“ジョーカー”に敗れて負傷したことで取り乱し、秋人たちを真冬の元まで連れて行った。そして真冬が秋人とキスしたことで、自動的に秋人の『持ち札』となる。それ以降は秋人に同行し、最終決戦まで戦い抜いた。
真冬の『持ち札』。刻印箇所は首筋。能力は雷（電気）を自在に操るもので、水の“節制”に対して強い。
佐伯 冴（さえき さえ） / 愚者
美人秘書風の少女。永遠とは対照的に冷静な性格である。秋人と真冬の対決についても、半ば醒めた目でみている。ただし、ライバルと認めた三崎と戦うことに関しては意欲的である。色恋沙汰を自分に向けられるのは大の苦手で、芸能界に興味を示すなど、ミーハーなようであるが、そのあたりのことに突っ込まれると逆切れする。
真冬の『持ち札』。矛盾を引き起こす能力で、ありえない状況を引き起こす（「タロットなのにタロットとして見えない」など）。制限や代償の多い能力だが、使い手の思考力次第では無敵と化す。
最終巻の序盤で真冬が秋人とキスしたことで、自動的に秋人の『持ち札』となる。それ以降は秋人に同行し、最終決戦まで戦い抜いた。
大城 大和（おおき やまと） / 戦車
真冬の『持ち札』である、セリフがまったくないほどに無口な少年。大城家は古城家と同じく武門の家で、菖蒲四阿家の護衛が役目。また、個人的にも真冬を守ることを誓っている。天をつくような大男だが、その容姿とは裏腹に気の弱い人物のようで、永遠と冴の口ゲンカに巻き込まれてオロオロしていた。また、家庭的スキルは高いようで、彼の作るミルフィーユは真冬の大好物である。ただし、あまりに凝り性のため真冬には多少引かれている。
肉体を強化する能力で、攻撃力・防御力ともに高い。巨大な錫杖を武器に強力な攻撃力を見せる。
最終巻の序盤で真冬が秋人とキスしたときに自動的に秋人の『持ち札』となるが、涙を流していた。それ以降は秋人に同行するが、乗り込んだ宮殿の本拠地で封印を解かれる時には顔を赤らめ、秋人がキスを躊躇した際には傷ついた表情を見せ、結局は真冬が封印を解いた。そして最後まで戦い抜いた。
碓氷 環（うすい たまき） / 星
女子大生タレント。おっとりした性格をしている。
最終巻の序盤で真冬と秋人がキスしたことで、自動的に秋人の『持ち札』となる。それ以降は秋人に同行し、最終決戦まで戦い抜いた。
“星”
少々堅苦しい性格のカード。光を操る祭具を用いて簡易レーザー光線を撃つことができる。
秋人と真冬が引き分けて以降に真冬に戦いを挑むも、自身の力を逆に利用されて敗北、封印される。
モイラ・ロッセリーニ / 死神
シスター見習い。実家はとある「ファミリー」らしく、聖書に銃を隠して持ち歩いている危険人物。6巻の終盤で封印のキスをした秋人を恨んでいる。
9巻の終盤で四阿家に呼び集められてからは秋人に同行し、穏和な表情で秋人を罵りながらも最終決戦まで戦い抜いた。
“死神”
旅行先で遭遇したカード。属性は『終焉』で、あらゆる命や力を「終焉」させることが出来るため、「最凶のカード」と呼ばれる。凄く気弱な性格で、同胞たちからも忌み嫌われているので一人遠く離れた外国で憑依した。性格が似ている香澄と仲良くなる。
礼泉院（れいぜいいん）・マリア＝ベルゲングリューン / 女帝
7巻で現れたカード、“女帝”の宿主。名前以外は一切不明で、本人がどのような性格をしているかなどは全く分かっていない。ドイツ人とのハーフで、髪の長い籐子とは違った意味での”お嬢様”を連想させる優雅さを帯びた少女。
最終巻の序盤で真冬が秋人にキスしたことで、自動的に秋人の『持ち札』となる。それ以降は秋人に同行し、最終決戦まで戦い抜いた。
“女帝”
秋人を始末するために文化祭に乗り込んできたカード。大雑把な性格で、関西弁で喋る。時々かますギャグはどれもあまり面白くないらしい。“審判”とはそりが合わない。人々の狂騒を煽り立てる能力を持つらしい。
7巻での秋人たちとの戦闘中は物陰に隠れていたが、後からやってきた真冬に瞬殺、封印される。
真行寺（しんぎょうじ） さやか / 力
警察官をしている19歳の少女（？）。アウトドアな外見どおりの性格で、超熱血。非番の時でも銃を所持しており、本人曰く「オレが正義だ」とのこと。事情を理解した上でなお秋人を強制ワイセツの罪で逮捕しようとするほど正義感が強い。7巻の終盤で、乱れきった秋人たちの生活を監視すべく、自らも同居すると言い出す。
最終決戦後は、秋人の前から姿を消したアメジスティアを結夏たちと共に追いかけ、南の島で捕まえる。そして素直になれないながらも、結夏たちに自分は秋人と一緒にいると楽しいと告げた。
“力”
“女帝”、“審判”とともに秋人を始末すべく文化祭に現れたカード。
さやかとは正反対のインドア趣味なカードで、常にゲームをしていて相手と眼を合わせて会話しようとしない。“審判”曰く、どこか人間じみてきたとのこと。
祭具である箱の中に手を突っ込んで、見えざる手によって一方的に攻撃できるカード。
和久井 香那葉（わくい かなは） / 審判
“審判”の宿主。“女帝”同様、名前と外見以外は一切明かされていない。見た目はどこかアメジスティアと重なるゴスロリ服に身を包んでいる。
“ジョーカー”の『持ち札』にされてからは、彼の非情な手段・戦法によって精神的に追い詰められ、最終決戦で秋人たちと対峙した時には廃人寸前であった。“ジョーカー”が秋人に敗れた際に意識を失い、真冬によって再封印されることで自動的に秋人の『持ち札』となる。
“審判”
7巻の事件の首謀者。何事にも白黒をつけないと気が済まない性格で、楽園の占現を終わらせるべく秋人達の前に現れる。光と影を使った強力な結界術を使い、秋人達を苦しめた。
秋人たちとの戦闘に敗北、逃走するも、直後に現れた“ジョーカー”と“皇帝”の前に呆気なく敗北し、封印される。
奈角 伊緒（なずみ いお） / 魔術師
中学3年生。8巻でのタロット事件の影響とはいえ見ず知らずの男（秋人）にファーストキスを奪われたショックを現実と認めようとしない。それゆえに秋人たちの学校を受験することをあっさりと決めてしまう。
9巻の終盤で四阿家に呼び集められてからは、秋人に同行して最終決戦まで戦い抜いた。
“魔術師”
自称英国紳士の二十二枚中の最弱を意味する一枚目のカード。ジブリール曰く人を騙すために作られたものを本物に変えることしかできない上に、効果はせいぜい一日程度とのこと。どんな器を選んでもシルクハットにステッキ、マントに口髭のスタイルを貫く。
8巻で秋人に封印される際に、アメジスティアをそばから離してはならないと警告した。
安曇 歩菜（あずみ あゆな） / 正義
高いレベルの大学に通っている大学生なのだが、9巻の序盤でタロットとして封印されて以来、朝から晩まで寝てばかりいる。秋人の体にもたれかかって眠るのがお気に入りで、秋人の膝を椅子替わりに使う美咲と熾烈な取り合いをする。
9巻の終盤で四阿家に呼び集められてからは、秋人に同行して最終決戦まで戦い抜いた。
“正義”
その名の通り信号無視の車を交差点の真ん中でひっくり返して大渋滞を引き起こしたり、拾った十円をネコババした子供をライオンの檻へ放り込んだりはた迷惑な正義感で街を混乱に陥れた。真冬たちに発見され追いつめられたが、逃げ出し最終的に秋人に封印される。宿主の影響もあるのかカードの人格も女性よりで、秋人の説得に対し「べ、別に貴様を信じたわけではないからなっ」という捨て台詞を残して自ら封印される。
祭具である天秤を傾ける事により、自身の戦闘力を変動させる（攻撃力上昇、防御力減少。瞬発力上昇、持久力減少。等）。
聖（ひじり） / 皇帝
車椅子に座る少年で、7巻の終盤で登場した時には既に“ジョーカー”の『持ち札』になっていた。二階堂以知子とは恋人同士である模様。香那葉と同様に、“ジョーカー”の非情な手段・戦法によって精神的に追い詰められ、最終決戦で秋人たちと対峙した際には廃人寸前になっていた。そして“ジョーカー”が秋人に敗れた際に意識を失い、真冬によって再封印されることで自動的に秋人の『持ち札』となった。
浅葱 祥子（あさぎ しょうこ） / 法王
9巻の序盤で宇都宮美亜と同じく鬼堂真冬の『持ち札』になっていた少女。美亜と同じく、真冬の『持ち札』になってから日が浅い為、永遠たちと違って客分として真冬のマンションに滞在していた。
最終巻の序盤で真冬が秋人とキスしたことによって、自動的に秋人の『持ち札』となる。それ以降は秋人に同行し、最終決戦まで戦い抜いた。
宇都宮 美亜（うつのみや みあ） / 悪魔
9巻の序盤で浅葱祥子と同じく鬼堂真冬の『持ち札』になっていた少女。最終巻の序盤で真冬が秋人とキスしたことによって、自動的に秋人の『持ち札』となる。それ以降は秋人に同行し、最終決戦まで戦い抜いた。
“恋人”
9巻でバレンタインの前日に、持ち前の嫉妬深さから騒動を引き起こしたタロット。憑依している少女は、ストレートの髪型のお嬢様風の容姿をしている。“世界”が『属性』を獲得したことで独自の意思を得て、通常は“世界”や“太陽”と行動を共にしているが、9巻ではエイリアスカードを持ち出した上で“世界”たちから離れて単独で騒動を起こした。最終巻でしつこく追いかけてくる“ジョーカー”と決着をつけるために“世界”たちと共に宮殿の本拠地に乗り込むが、“ジョーカー”によって追い詰められる。そこを秋人たちによって救われ、“ジョーカー”が敗北した後に秋人とキスして、秋人の『持ち札』となる。
“太陽”
いつも音楽を聴いていて、その種類で行動の指針を決める気分屋のタロット。憑依している少女は、短髪のパンク少女といった容姿をしている。“世界”が『属性』を獲得したことで独自の意思を得て、“世界”や“恋人”と行動を共にしている。秋人に限らず誰かの『持ち札』となることを特に嫌っていて、最終巻で“ジョーカー”が敗北した後も秋人の『持ち札』となることを躊躇していたが、“世界”に説得されてしぶしぶ秋人にキスして、秋人の『持ち札』となる。
“世界”
たどたどしい口調で話すタロット。憑依している少女は、ツインテールの小学生といった容姿をしている。前回の“世界”のカードであるアメジスティアの影響を受けて、空白だった『属性』を獲得したことによって、長年にわたって不完全だった『クロウ・クルワッハの聖隷のタロット』が完成したが、そのことによって独自の意思を持ったために精神年齢が幼くなってしまった。他の『属性』の能力を使用できるエイリアスカードを作り出すことが出来る。最終巻で“ジョーカー”が敗北した後、秋人に“あの男”には気をつけるように忠告した後に秋人にキスして、秋人の『持ち札』となる。

### タロット関係者
アメジスティア
秋人に“クロウ・クルアッハの聖隷タロット”の占現を依頼してきた、年齢不詳の金髪少女。“時忘れの魔女（リトル・エンドレス）”とのふたつ名を持つ。宮殿（コート）の一員で、“杖（ワンド）のクイーン”の位にいる。ウサギのぬいぐるみの「ピーター」を持ち歩いている。タロットの詩篇の影響を受けない。
性格はお嬢様然としており、誰に対しても命令口調である。秋人のことも奴隷扱いしているが、彼女の周囲の女性、またそれに甘い秋人には大変辛辣。お化け屋敷に怯えるなど、子供らしい面もある。同僚である“ネイヴ”とは犬猿の仲である。
実は10年前に行われた二回目の『楽園の占現』の“世界”のカードであり、彼女が秋人に抱いた感情の影響で今回の“世界”のカードが『属性』を獲得することになった。また、今回の『楽園の占現』が終わると死ぬ運命にあった。
9巻の終盤でデュースの裏切りによって“ジョーカー”に捕らえられ、宮殿の本拠地に幽閉される。最終巻で秋人たちが救出しに来た時には、気を失った状態で“キング”の横に座らされていた。秋人が『黒い手』に捕らえられ、幻の世界を見せられて屈服されそうになった時に精神体で秋人の前に現れて、秋人をその世界から救出した。そして秋人が『楽園の占現』を終焉させた時に、本来は助からないところを秋人によって救い出され普通の少女に戻るが、それによって秋人は精神的に深刻なダメージを負ってしまった。
最終決戦後は、秋人や結夏たちへの罪悪感から秋人たちの前から姿を消すが、日本の南の島まで逃れたところで結夏たちに捕まる。普通の少女に戻ったことで10年間止まっていた肉体の成長が再開し、占現師としての能力も失った為であるが結夏から秋人の伝言を聞き、涙を流して人生をやり直すことを誓う。そして結夏たちに、秋人が一番に助け出したかったのは自分だと告げた。
ジブリール
小さな巫女の姿をした式神。タロットを封印していた箱に宿っていた。周囲からは「ジブちゃん」「ジブさん」などと呼ばれる。秋人達のアドバイザーで、タロットの能力について秋人たちに教えている。タロットに憑依された者をタロット名で呼ぶが、結夏から反撃されて、秋人に救いを求めることが多い。直接的な戦闘力は皆無である。自称「高級式神」であるが、偽りではなく、現在の姿は術者（四季）からの霊力供給が途絶えているための仮の姿であるらしい（ただし、本人は本来の姿を覚えていない模様）。
ずっと箱の中で暮らしていた関係で、世事には疎い。しかし、四季の影響か「アキバの萌え系フィギア」など、妙なことだけはよく知っていたりする。お団子が大好きで、放っておくと1日50本は食べるようで、四阿家の財政を疲弊させている。タロットを封印させるために秋人にキスをけしかけるのだが、その言い方は少々過激で、「俺を刑務所にぶち込みたいのか」と嘆かれていた。
結夏を始めとするタロットたちはタロットのスートで呼ぶ。これが原因で度々結夏からは反撃を受ける。ただし、例外的に四季の孫の秋人は「秋人様」と呼ぶ。
最終巻で秋人が“ジョーカー”に追い詰められた時に、四季から託された最後の使命を果たすために力を発動し、“ジョーカー”の肉体に憑依している“あの男”の意識を消滅させようとしたが、“ジョーカー”によって途中で術を破られる。しかし、それによって消滅を免れることになった。
最終決戦後は真冬と四阿家によって修復され、ほぼ元通りになると目されている。
デュース
アメジスティアのボディーガード達のリーダー格。普段は寡黙な男であるが、アメジスティアが羽目をはずすような行動に出る時には苦言を呈している。彼女の過去（10年前の『楽園の占現』）についても、ある程度は知っている様子。アメジスティアは彼とその部下たちに「監視されている」との発言をしているので、額面通りの関係というわけではないようである。秋人に異常なまでの敵意を抱いている。9巻の終盤で、『楽園』の顕現による死んだ娘との再会という破滅的な願いの為にアメジスティアを裏切る。
最終決戦後、アメジスティアより先にどこかへ姿を消した。
“ネイヴ”
宮殿の一員。ナルシストで利己主義者。アメジスティアを失脚させて自分のものにしようと企んでおり、秋人がタロットの封印を解いたことを内緒で菖蒲四阿家に明かした。アメジスティア曰く、顔だけは秋人と張る美男子らしい。ただし、服装の趣味はとびはねている。
四阿 笙魏（あずまや しょうぎ）
菖蒲四阿家の現家長にして、真冬の養父。傲慢でデリカシーが無い。真冬が秋人と引き分けてからは、真冬と秋人の縁談を進めている。
志摩 桜（しま さくら）
老術士。かつての四季の護衛。古城家の人間だが、名字が違うのは桜がバツヨンだからである。喋り方が男っぽい。すでに100年以上もの時を生きている。現役の時代からそうだったのかは定かではないが、オタクでありメタボ。だというのに外国では市長などから求婚されているというのだから侮れない。四季の護衛をしていた時代は、相手の攻撃はおろか術師が行う術の反動ですらも全て捌き、四季に毛ほどの傷も与えなかったという最強の女術師。『縮地』と呼ばれる「気」の流れる道を歩く特殊な歩法を扱え、その力量は世界でも屈指と考えられる。
フェレンバーグ・ノワゼット
通称“フェレン”。色んな国を飛び回りガイドをしていたが、秋人たちの担任が長期入院することをきっかけに秋人たちのクラスの副担任になる。
あやしげなカタコトの日本語で会話をするオタク。
正体は、カバラの秘密結社『大地との契約（コントラホ・レギナ・ヒュマス）』の占現師で、世界屈指の腕前を誇る“怪物（レヴィアタン）”の異名をとるグレイローズ。
秋人が『聖櫃』であることを知っていて監視しているが、『楽園の占現』については干渉しない。しかし、最終巻では外国でバスを用意して秋人たちの前に現れ、秋人たちを宮殿の本拠地まで導いた。また、その際に秋人に「アメジスティアを救おうとしないで」と忠告した。
“ジョーカー”
仮面の男。実力はあるらしく、慇懃無礼な態度を取る。その正体は、久遠と同じく“あの男”に憑依された四阿春人。
“キング”
宮殿のトップ。宮殿の者達からは“あの男”と呼ばれている。その正体は、春人と同じく“あの男”に憑依された四阿久遠。

### 学校関係者
猪熊 勲（いのくま いさお）
秋人のクラスメイトで自称親友。操の兄で、名前の通りの大男だが、自作の重箱弁当を用意するなど家事は堪能。女の子が人生のすべてで、そちらに関する話題についてのみ、極めて高い情報収集能力を発揮し、感も鋭い。「世界制服の野望同盟」なる怪しげな組織のメンバーであるらしく、秋人も追及は避けていた。
また好みの相手に接近するためならどんな苦労（花言葉を3000以上丸暗記する等）も惜しまないが、入れ込み過ぎて空回りしていることが多い。結夏曰く「友達としては最高だけど恋人としては要再考」。ただし、妹の操に対しては完全に「良いお兄さん」である。
二階堂 以知子（にかいどう いちこ）
『理科準備室の独裁者』の異名を持つ科学部部長。年下の彼氏がいるらしいが、それが聖であることが7巻の終盤で判明した。可愛い女の子が大好きで、結夏や美咲らがお気に入り。そのため、彼女らに付きまとっている（と以知子は認識している）秋人を排除しようと企んでいる。

### その他の人物
志津乃（しづの）
籐子専属のメイド。8歳でメイド学校を首席卒業している模様。籐子の四阿家への居候にも同行している。主人である籐子のことを崇拝しており、彼女のためであれば大抵のことは実行に移す。また、彼女をたぶらかしている（と志津乃は認識していた）秋人に対しては不満もあるようであった。しかし、3巻でアクシデントとはいえ秋人と偶然キスしてしまったことで、その関係は微妙なものになり、次第に秋人に好意を抱いていることを自覚する。普段は仕事に忠実で冷静な少女だが、一度慌ててしまうと突拍子もない行動に出てしまい、美咲に「ドジっ娘メイド」疑惑を掛けられている。口調は丁寧だが、セリフの中身は割と過激。また、メイド服のままビーチバレーをこなしてみせるほど、運動神経も良い。
最終巻では籐子に秋人への好意を気付かれるが、戦いが終わったら一緒に秋人に気持ちを告白しようと誓い合った。
最終決戦後は、姿を消したアメジスティアを結夏たちと共に追いかけ、南の島で捕まえる。そして結夏たちに、自分はいつでもメイドとして秋人の側にいられると告げた。
四阿 四季（あずまや しき）
今は亡き秋人の祖母。前回の聖櫃で、東洋一と言われた大占現師である。不完全な能力しか持たない秋人を後継者としたことに一族が不満をもっているが、四季には意図があったようである。暇になると日がなテレビゲームをやっている。
四阿 久遠（あずまや くおん）
四阿四季の双子の弟。しかし四阿家で彼のことを知る者はほとんどおらず、9巻まで知っているのは姉の四季と過去見によって知った真冬とグレイローズだけであった。
四季を凌ぐ卓越した占現師で、“忌神の眼”を凌ぐ“遠目”の持ち主だった。かつて四季と共に双子の繋がりを利用して、互いを“忌神の眼”で見通して互いの運命を数十年先まで読み切るという禁忌を犯したことで、四阿家の蔵の座敷牢に幽閉され、関係者の記憶や記録から抹消された。いつからか“あの男”に肉体を乗っ取られて座敷牢から脱出し、宮殿の“キング”として君臨していた。四季との長年にわたる闘いで“遠目”を酷使したことで、体を壊していた。
最終決戦後は、“あの男”から解放されて数十年ぶりに四阿家に戻り、病院で集中治療を受けながら四季の墓に墓参りすることを望んでいる。
四阿 春人（あずまや はると）
四阿秋人と同じ顔をした少年。久遠同様に四阿家で彼のことを知る者はほとんどおらず、9巻まで知っているのは四阿四季とその式神であるジブリールだけであった。
その正体は、秋人が生まれる寸前に四季によって強制的に介入され、二つに分けられた秋人の分身ともいえる存在。生まれてすぐに、四阿本邸の近くの日本家屋に閉じ込められて育った。“あの男”の眼をごまかす為に占現師としての力の大半は春人に振り分けられ、“忌神の眼”も右目だけであった。10年前にデュースによって宮殿に連れて行かれる時まで、自分が秋人だと信じ込まされていた。当時の『楽園の占現』が失敗したことによってカラクリに気付いた“あの男”に肉体を乗っ取られ、以降は宮殿の“ジョーカー”となり、体を壊していた“キング”（久遠）の代わりに行動していた。最終決戦で秋人たちに敗れて気絶した後に“忌神の眼”は秋人に戻り、秋人が『楽園の占現』を終焉させたことで“あの男”の意識が消滅し、長年にわたる不条理な運命から解放された。
最終決戦後は、おそるおそる新しい生活を始めている。

## 用語
占現（せんげん）
占いの事。何らかの方法で運命に触れる技術で、その方法の違いによって様々な流派がある。
占現師（せんげんし）
占い師の事。占現を行う技術を持つ者。
四阿家
33の分家を抱える日本最大の占現師の集団。平安時代より1000年ほども続いているらしい。四季の存命時は四阿本家は隆盛を誇っていたが、彼女が遺言で「落ちこぼれ」の孫・秋人を後継者に選んだことで一門は分裂、分家の筆頭である菖蒲四阿家の長である笙魏が実質的に家を取り仕切っている。なお、古城家は本家に仕える家柄であり、現在の当主は結夏の父親である。
“忌神の眼（いみがみのめ）”
四阿家の血筋に伝わる、人の運命を『道』という形で視覚化する力。普通は両目らしいが、秋人は左目しかこの力を持っていないため、視覚化した『道』の情報を読むことを苦手としている。
“クロウ・クルアッハの聖隷（せいれい）のタロット”
14世紀のスコットランドにて、とある占現師によって創られたとされるタロット。史上最高の占具と言われている。
“真円を描く死（クロウ・クルアツハ）”
タロットに宿る力の源で、タロットに属性を与えている。
『聖櫃（せいひつ）』
クロウ・クルアッハの聖隷のタロットを用いて、楽園の占現を行う者。
『楽園（テイル・ナ・ノーグ）』
どこかにあるとされる場所。クロウ・クルアッハの聖隷のタロットにより占現される。
『楽園の占現（らくえんのせんげん）』
聖櫃とタロットの戦い。聖櫃が負けた（死んだ）場合、今まで封印してきたタロットが自由になってしまう。
『憑依（シグニフイケイシヨン）』
タロットが人間に文字通り「乗り移る」事。憑依された人間は意志をタロットに支配されるが、占現師のキスによりカードは封印され、憑依された人間は解放される。解放された後も楽園の占現が終わるまでは体内にタロットとその力が残る。支配されていた間の記憶は残る。
『属性（アトリビユーシヨン）』
クロウ・クルアッハの聖隷のタロットの作成者が世界の構成要素だと信じた22の要素。22枚のタロットそれぞれが象徴しているが、そのうち一つだけ特定できていないため不明となっている。
カードの分類
クロウ・クルアッハの聖隷のタロットは7枚ずつ3種類に分類されている。特定の物体に接触してそれを操る「操作カード（攻撃カードとも言う）」、祭具を具現化して現象を起こす「祭具カード」がある。残りの種類は不明。
『詩篇（スート）』
タロットの能力。第一詩篇から第四詩篇まであり、数字が大きいほど扱う力が大きい。持ち札として封印されたカードの詩篇を使う場合、それの封印の一部を解くことになるため、聖櫃と持ち札が未熟な場合は再度の乗っ取りを防ぐため第一詩篇程度しか使えないことになる。
刻印
タロットに憑依された者の体に現れる印。唐草模様に似ており、その形と色でタロットの属性を特定できる。占現師の物になったタロットは、その占現師に刻印をキスされないと詩篇を発動できない。
祭具
「祭具カード」が詩篇を使うための道具。祭具カードの第一詩篇はこれを具現化する能力となっている。破壊されると、再度具現化しない限り能力が使えなくなる。
“アズラエルの書”
“女教皇”の祭具。書見台に似た鏡の形をしている。
“サンサーラの車輪”
“運命の輪”の祭具。ガラクタで作り上げたような車輪の形をしている。
“永遠の水（アクワ・ペルマンネス）の聖石”
“星”の祭具。宙に浮く多数の宝石のような形をしている。
“パンドラの箱”
“力”の祭具。ライオンの首と鬣をかたどった箱の形をしている。
“ザフキエルの剣”と“アストライアの天秤”
“正義”の祭具。剣は攻撃用。
聖ケーリー・イェール女学院
名門お嬢様女学校。通称「聖ケイ」。ここの制服はなぜか肩出し。
奇門遁甲
縮地
“気”の流れに乗り通常より早く移動する方法。
エイリアスカード
9巻で“世界”の詩篇により作られたカード。“世界”を除く全てのカードの詩篇を使える。

## タロット

### クロウ・クルアッハの聖隷のタロット
※作中での詩篇のカタカナ読みはルビでの表記しか存在しておらず、そのルビには捨て仮名が使用されていない（ルビ#捨て仮名も参照）。どの文字が捨て仮名であるか判別できないため、この節でも捨て仮名を用いない表記を用いる。
| 番号 | カード     | 憑依された者                       | 占現師              | 分類 | 属性 | 詩篇と隠されたる象徴 |
| ---- | ---------- | ---------------------------------- | ------------------- | ---- | ---- | --- |
| 0    | 愚者       | 佐伯冴                             | 鬼堂真冬→四阿秋人   | -    | 矛盾 | 第一詩篇：自由と白紙の境界（ボーダーライン） 第二詩篇：全盲にして全能なる道化（イージーゴーイング）                                                                                |
| 1    | 魔術師     | 奈角伊緒                           | 四阿秋人            | -    | 欺瞞 | 第 詩篇：虚なる、実なる、永劫の輪（アルフ・ライラ・ワ・ライラ） |
| 2    | 女教皇     | 鷺宮籐子                           | 四阿秋人            | 祭具 | 虚栄 | 第一詩篇：慈悲深き三重の印（ホーンテツドステイグマ） 第二詩篇：寵愛する木偶の戴冠（ホロウクラウン）                                                                                |
| 3    | 女帝       | 礼泉院・マリア＝ベルゲングリューン | 鬼堂真冬→四阿秋人   | -    | 躁恣 | 第一詩篇：爛熟する豊饒の神楽（ハーベストストレイン） |
| 4    | 皇帝       | 聖                                 | ジョーカー→四阿秋人 | -    | 侵略 | |
| 5    | 法王       | 浅葱祥子                           | 鬼堂真冬→四阿秋人   | -    | -    | |
| 6    | 恋人       | -                                  | 四阿秋人            | -    | 妄執 | 第一詩篇：からみつく真実の情熱（インビジブルストーカー） |
| 7    | 戦車       | 大城大和                           | 鬼堂真冬→四阿秋人   | -    | 頑迷 | 第一詩篇：凱旋城塞（オレイカルコス） |
| 8    | 力         | 真行寺さやか                       | 四阿秋人            | 祭具 | 災厄 | 第一詩篇：獅子の病める箱（パンドラボツクス） |
| 9    | 隠者       | 古城結夏                           | 四阿秋人            | -    | 時間 | 第一詩篇：内なる深淵への小径（プライベートダンジヨン） 第二詩篇：玉響なる―――（リーデイング―――） 第四詩篇：反転する砂の漏刻（クロツクワークオレンジ）                               |
| 10   | 運命の輪   | 三崎美咲                           | 四阿秋人            | 祭具 | 狂信 | 第一詩篇：廻転する天淵の座（ワンダリング・パラダイムシフト） 第二詩篇：公転する天上の奈落（ミツシング・アナザーフオール） 第四詩篇：繰り返す魂の牢獄（チエイニング・ヘブンズヘル） |
| 11   | 正義       | 安曇歩菜                           | 四阿秋人            | 祭具 | 独善 | 第一詩篇：正義は我にあり（イノセントスローター） |
| 12   | 吊された男 | 鬼堂真冬                           | 鬼堂真冬→四阿秋人   | 操作 | 循環 | 第一詩篇：循環する有限の贖罪（リバースプロヴイデンス） |
| 13   | 死神       | モイラ・ロッセリーニ               | 四阿秋人            | 操作 | 終焉 | 第一詩篇：殺戮する小人たちの箱庭（キリングフイールド） 第二詩篇：沈黙する原罪の森（ペトリフアイドフオレスト）                                                                      |
| 14   | 節制       | 八久住香澄                         | 四阿秋人            | 操作 | 浸食 | 第一詩篇：調和する葡萄酒の檻（ブラツドプール） 第三詩篇：静かの海（ブラインドオーシヤン）                                                                                          |
| 15   | 悪魔       | 宇都宮美亜                         | 鬼堂真冬→四阿秋人   | -    | -    | |
| 16   | 神の家     | 祭永遠                             | 鬼堂真冬→四阿秋人   | 操作 | 盲従 | 第一詩篇：神鳴る蒼穹の剣舞（パラダイスロスト） |
| 17   | 星         | 碓氷環                             | 鬼堂真冬→四阿秋人   | 祭具 | 希望 | 第一詩篇：降ル星ノ永久駆動（サイレントスコア） |
| 18   | 月         | 猪熊操                             | 四阿秋人            | 操作 | 妄想 | 第一詩篇：蚕蝕する邯鄲の夢（フアントムペイン） |
| 19   | 太陽       | -                                  | 四阿秋人            | -    | -    | 第一詩篇：焼き尽くす天の恩寵（ダークフイラメント） |
| 20   | 審判       | 和久井香那葉                       | ジョーカー→四阿秋人 | 操作 | 差別 | 第一詩篇：断罪する第七の封印（ロストアポカリプス） |
| 21   | 世界       | -                                  | 四阿秋人            | -    | -    | ぜったいしへん：かんぜんきゅうたい（ぱーふえくとわーるど） |

## 既刊一覧
- 七飯宏隆（著）・YUKIRIN（イラスト）、メディアワークス→アスキー・メディアワークス〈電撃文庫〉、全12巻
  - 『タロットの御主人様。』、2007年4月25日初版発行（4月10日発売[1]）、ISBN 978-4-8402-3803-8
  - 『タロットの御主人様。2』、2007年9月25日初版発行（8月10日発売[2]）、ISBN 978-4-8402-3971-4
  - 『タロットの御主人様。3』、2008年2月25日初版発行（2月10日発売[3]）、ISBN 978-4-8402-4161-8
  - 『タロットの御主人様。4』、2008年5月10日初版発行（同日発売[4]）、ISBN 978-4-04-867066-1
  - 『タロットの御主人様。5』、2008年6月10日初版発行（同日発売[5]）、ISBN 978-4-04-867087-6
  - 『タロットの御主人様。ぷちふらぐめんと。』、2008年9月10日初版発行（同日発売[6]）、ISBN 978-4-04-867213-9
  - 『タロットの御主人様。6』、2008年12月10日初版発行（同日発売[7]）、ISBN 978-4-04-867425-6
  - 『タロットの御主人様。7』、2009年7月10日初版発行（同日発売[8]）、ISBN 978-4-04-867898-8
  - 『タロットの御主人様。8』、2009年12月10日初版発行（同日発売[9]）、ISBN 978-4-04-868194-0
  - 『タロットの御主人様。ぷちあそうと。』、2010年5月10日初版発行（同日発売[10]）、ISBN 978-4-04-868540-5
  - 『タロットの御主人様 9』、2010年9月10日初版発行（同日発売[11]）、ISBN 978-4-04-868832-1
  - 『タロットの御主人様。10』、2011年2月10日初版発行（同日発売[12]）、ISBN 978-4-04-870133-4